# Agathis australis
Agathis australis — вид хвойних рослин родини араукарієвих.

## Поширення, екологія
Нова Зеландія: Північний острів, півострови Нортланд і Коромандел, на південь до 38 гр.пд.ш. Вид росте переважно в горах на висотах 150-400 м, але, загалом, можна знайти на 0-600 м над рівнем моря. Зростає в лісі, який зазвичай включає Podocarpus totara, Podocarpus cunninghamii, Dacrydium cupressinum, Prumnopitys ferruginea. Ґрунти глибокого вивітрювання, безплідні глинисті з базальтовою основою. Річна кількість опадів становить близько 1650 мм / рік на рівні моря, піднявшись приблизно до 2500 мм / рік на найвищих відмітках.

## Морфологія
Однодомне дерево 30-50 м у висоту і 100-400 см і більше в діаметрі. Молоді дерева зазвичай домінують у своїх деревостанах і мають вузько стовпчасті крони, які, після виходу вище намету лісу стають кулястими або з плоскою вершиною. Стовбур дивно циліндричний, майже без видимого конуса, часто 15 м або більше до першого розгалуження на великих деревах. Кора попелясто-сіра, сіро-блакитна, або строкато-фіолетова, з великими товстими лусками. Бруньки округлі, з лусками, що перекриваються. Листя чергове, сидяче, товсте, шкірясте, з паралельними жилками. Молоді листки сизо-зелені, ланцетні, 5-10 см × 5-12 мм. Дорослі листки зелені, злегка сизуваті поблизу черешка, яйцевидно-ланцетні, 2-3,5 см × 10-15 мм, верхівці тупі, з коротким черешком. Пилкові шишки міцні, циліндричні, довжиною 2-5 см, на міцній плодоніжці шириною 1 мм. Жіночі шишки майже кулясті, на короткій ніжці, 5-7,5 см в діаметрі, сизо-зелені. Репродуктивний цикл триває 19-20 місяців від запилення в жовтні і до зрілості в лютому або березні наступного року.

## Використання
Деревина є прямошаруватою, легко обробляється і дуже міцна. З початку поселення Нової Зеландії європейськими поселенцями великі площі лісів виду були знищені. Дерева чудово підходили для суднобудування. Крім того деревина використовувалась для будівництва будинків, виготовлення меблів і стінових панелей, огорож та інших цілей. Тепер дерева в Новій Зеландії захищені й використовуються тільки для ритуальних цілей маорі. Дерева дають живицю та каурійський копал.

## Галерея

Меблі
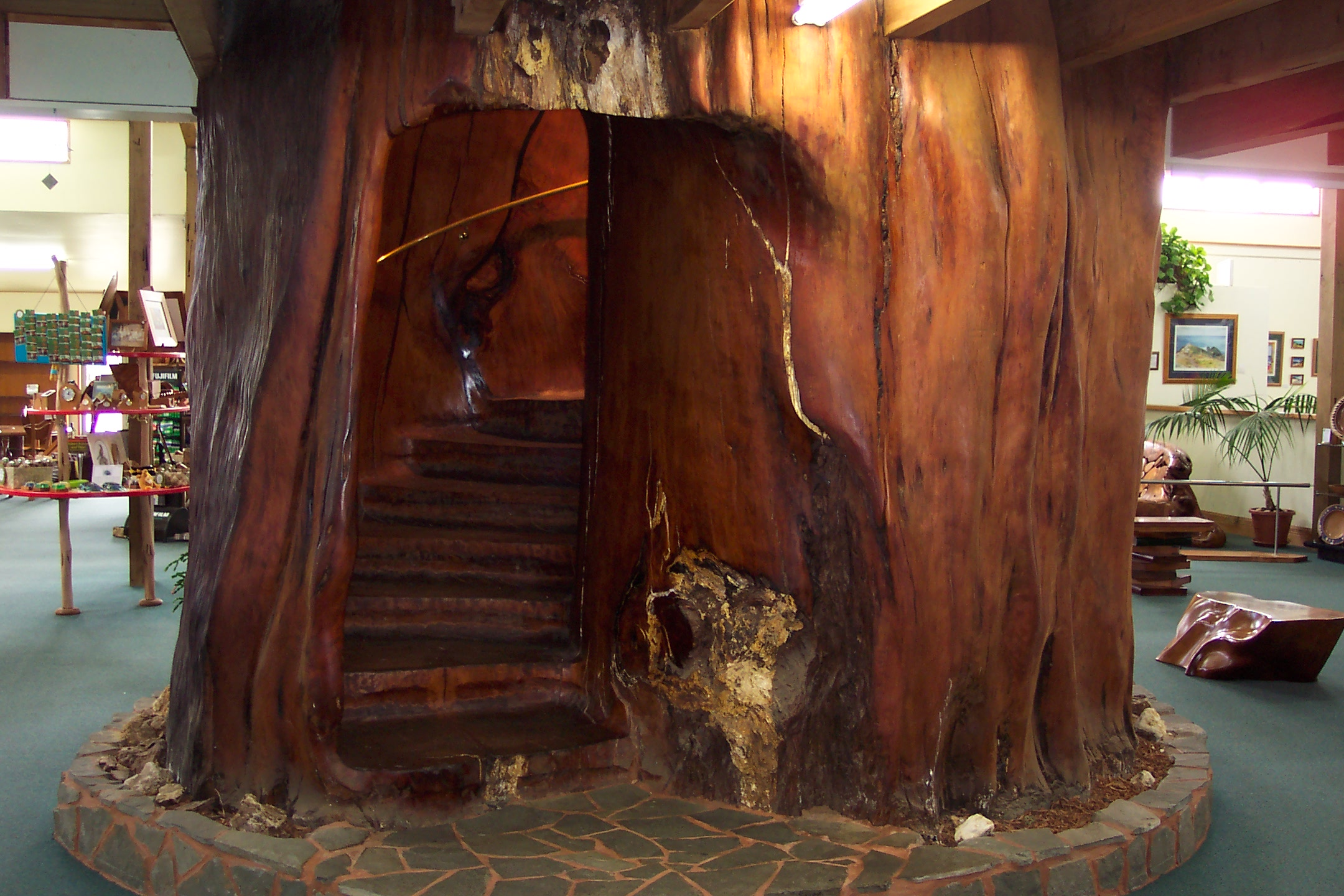
Сходи, вирубані в стовбурі старого дерева
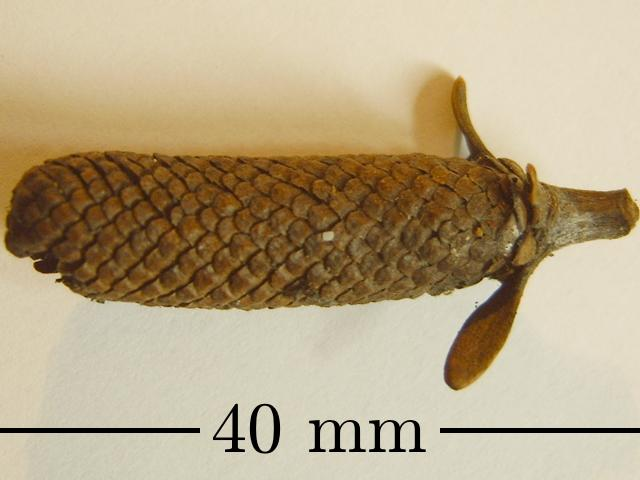
Шишка чоловіча
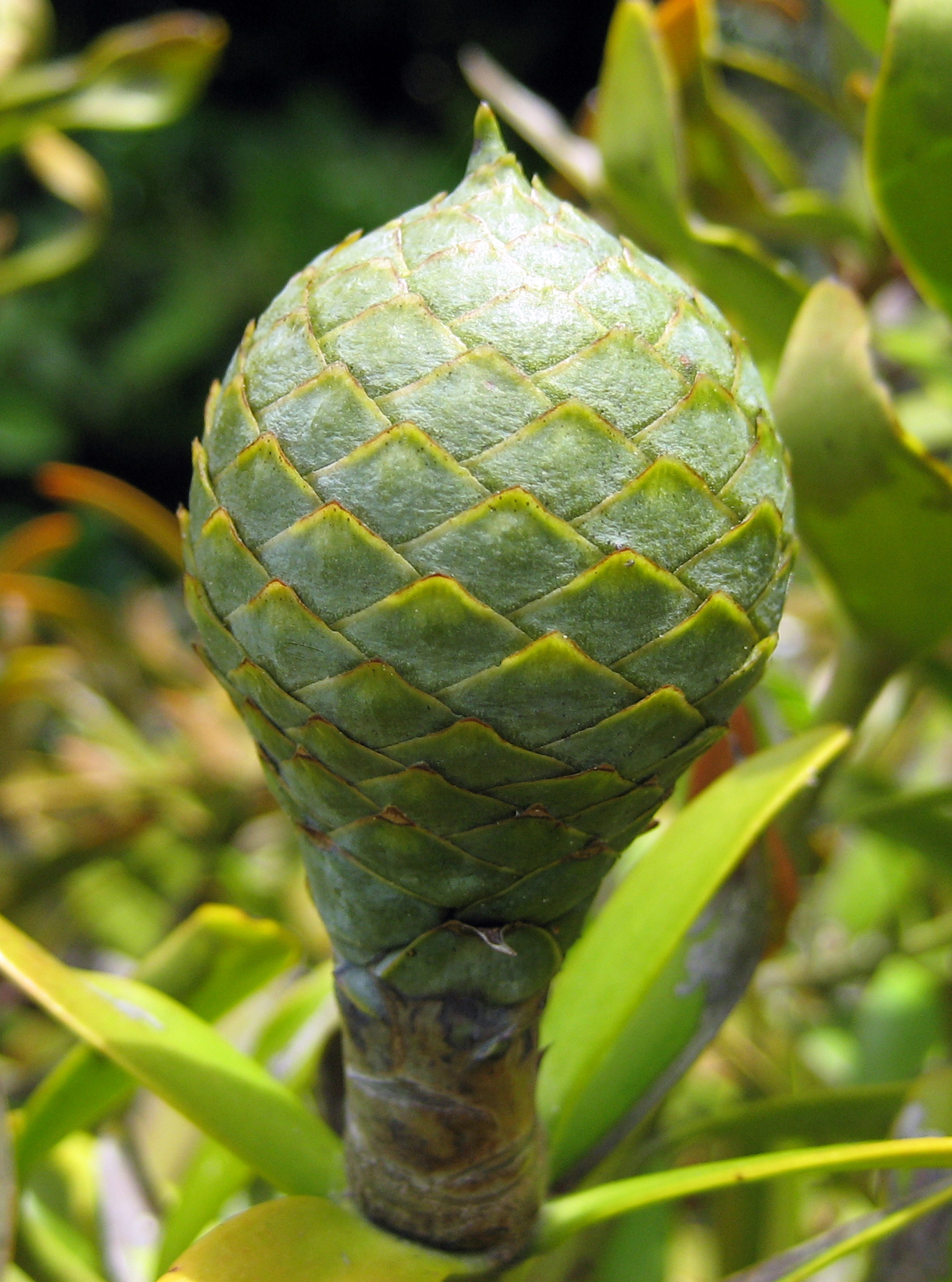
Шишка жіноча
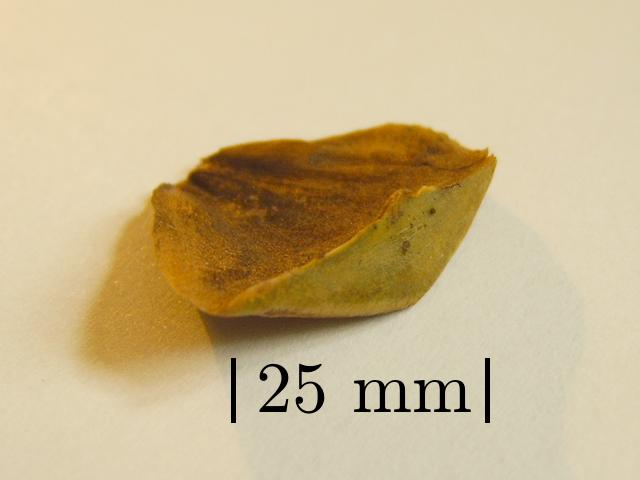
Насіння
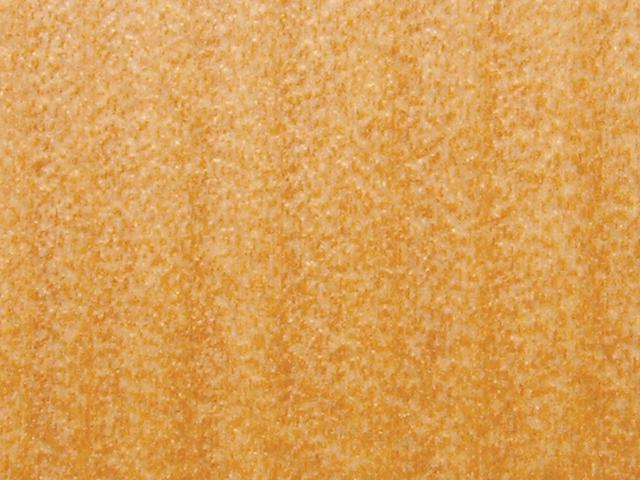
Деревина
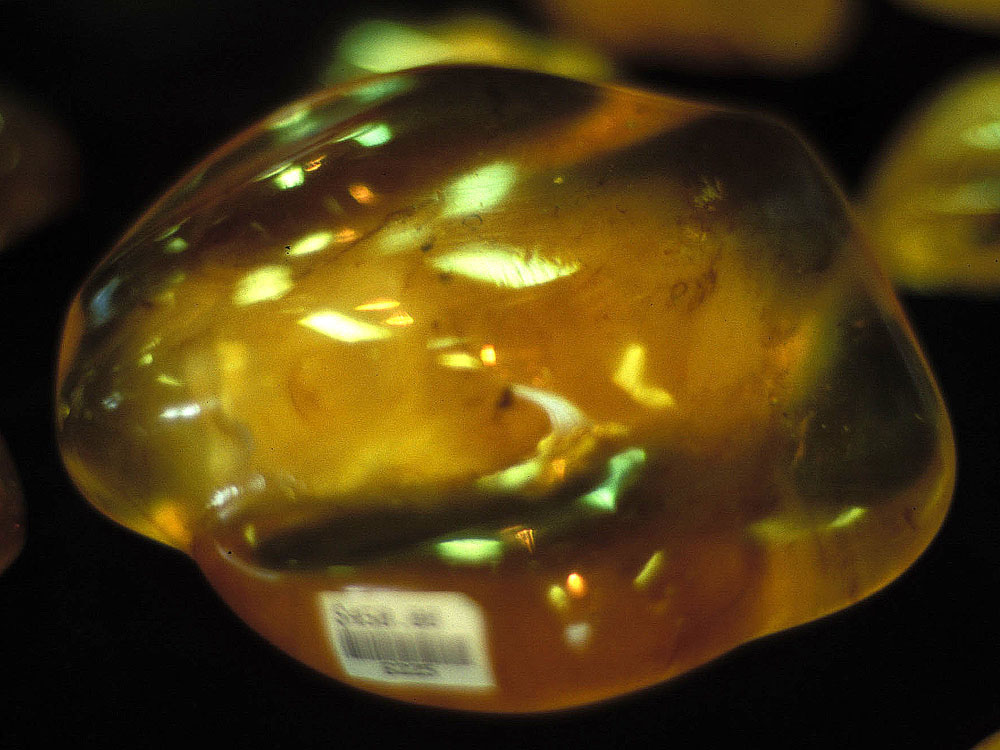
Каурійський копал